# Sardinata
Sardinata est une municipalité située dans le département de Norte de Santander en Colombie.

## Histoire
En 1848, un groupe de colons s’installe sur ces terres fertiles, donnant naissance à ce qui est maintenant connu sous le nom de « ferme Táchira ». Mais après le tremblement de terre de 1875, ils retournent à leur lieu d'origine.
En 1875 arrive à cet endroit le père Secundino Jácome, considéré comme le fondateur politique et religieux de la municipalité.

## Démographie
En 2018, la ville comptait 19425 habitants.